# Максимилиан Шел
Максимилиан Шел (на немски: Maximilian Schell; роден на 8 декември 1930 г. във Виена, починал на 1 февруари 2014 г. в Инсбрук) е австро-швейцарски актьор, режисьор и продуцент. 

## Биография
Син е а Херман Фердинанд Шел (1900 – 1972), швейцарски писател, и Маргарете Ное фон Нордберг (1905 – 1995), виенска артистка. По-малък брат е на актьорите Мария Шел (1926 – 2005) и Карл (*1927) и по-голям брат на Ими (1934 – 1992).
През 1938 г. семейството се преселва от Виена в Швейцария поради преминаването на Австрия към Нацистка Германия.
Израства в Базел и Цюрих. Изучава философия, история на изкуството, германистика, музикология и театрознание в Цюрих, Базел и Мюнхен.
Играл е като футболист в Грасхопер-клуб, Цюрих.
За ролята си в „Нюрнбергският процес“ получава наградите Оскар и Златен глобус през 1962 г.
Има връзка 3 години със Сорая Есфандиари Бактиари (1932 – 2001), втората съпруга на последния шах на Персия Мохамед Реза Пахлави. През 1985 г. се жени за руската актриса Наталия Андрейченко (1956 – 2005); дъщеря им Анастасия се ражда през 1989 г. На 20 август 2013 г. се жени за германската оперна певица Ива Миханович (*1978).
По време на телевизионни снимки Шел припада в хотел в Кицбюел, Австрия на 18 януари 2014 г. В болницата му установяват пневмония. На 30 януари с.г. е опериран заради болки в гърба в болницата на Инсбрук. Не се събужда от наркозата и умира на 83 години през нощта срещу събота, малко след 3 часа, на 1 февруари 2014 г.
- Максимилиан Шел (1970)
- Максимилиан Шел (2011)

## Избрана филмография
| Година | Филм                 | Оригинално заглавие   | Роля                                 | Режисьор        |
| ------ | -------------------- | --------------------- | ------------------------------------ | --------------- |
| 1961   | Нюрнбергският процес | Judgment at Nuremberg | защитник Ханс Ролфе                  | Стенли Крамър   |
| 1964   | Топкапъ              | Topkapi               | Уолтър Харпър                        | Жул Дасен       |
| 1977   | Недостижимия мост    | A Bridge Too Far      | Обергрупенфюрер от СС Вилхелм Битрих | Ричард Атънбъро |

## Произведения
- Максимилиан Шел: Der Rebell. Eine Erzählung. C. Bertelsmann, München 1997, ISBN 978-3-570-12181-8.
- Максимилиан Шел: Ich fliege über dunkle Täler oder Etwas fehlt immer. Erinnerungen. Hoffmann und Campe, Hamburg 2012, ISBN 978-3-455-50178-0.